# Yến đuôi nhọn lưng bạc
Yến đuôi nhọn lưng bạc (danh pháp: Hirundapus cochinchinensis) là một loài chim trong họ Apodidae.